# Le Vent et la Pluie
Le Vent et la Pluie (titre original : The Wind and the Rain) est une « nouvelle écologique » de science-fiction de Robert Silverberg, publiée en 1973. 
Cette nouvelle est dans la lignée des nouvelles Notes sur l'ère prédynastique et Manuscrit trouvé dans une machine temporelle abandonnée du même auteur.

## Publications
Entre 1973 et 2017, la nouvelle a été éditée à environ un peu moins d'une trentaine de reprises dans des recueils de nouvelles de Robert Silverberg ou des anthologies de science-fiction.

### Publications aux États-Unis
La nouvelle est parue en 1973 dans Unfamiliar Territory.
Elle a ensuite été régulièrement rééditée dans divers recueils de Robert Silverberg et diverses anthologies.

### Publications en France
La nouvelle est publiée en France dans Signaux du silence : Robert Silverberg, éd. Casterman, août 1979  (ISBN 2-203-22628-5), collection Autres temps, autres mondes, série Anthologies, n°27.
Elle est ensuite parue en 2002 dans le recueil Les Jeux du Capricorne, avec une traduction de Jacques Chambon ; il y a eu une nouvelle édition en livre de poche chez J'ai lu en 2004. La nouvelle est donc l'une des 124 « meilleures nouvelles » de Silverberg sélectionnées pour l'ensemble de recueils Nouvelles au fil du temps, dont Les Jeux du Capricorne est le deuxième tome.

### Publications dans d'autres pays européens
La nouvelle a été publiée :
- en langue néerlandaise en 1977 sous le titre De Wind en de Regen[5] ;
- en langue allemande en 1977 sous le titre Ein natürlicher Heilungsprozeß[6] ;
- en langue croate en 1982 sous le titre Vjetar i kiša[7] ;
- en langue roumaine en 1989 sous le titre Vântul și ploaia[8].

## Résumé
On envoie sur Terre des équipes d'ouvriers et de techniciens pour contribuer à la réhabilitation de la planète, devenue quasiment inhabitable, depuis qu'aux XXe et XXIe siècles, les hommes ont détraqué le climat, empoisonné les océans, détruit les forêts primaires, massacrés tous les animaux. Le récit est fait par un ouvrier qui se demande pourquoi les hommes se sont comportés comme ils l'ont fait, en une sorte de suicide inexplicable.